# Mattia Moreni
Mattia Moreni (* 12. November 1920 in Pavia; † 29. Mai 1999 in Brisighella, Provinz Ravenna) war ein italienischer Maler.
Mattia Moreni absolvierte ein Kunststudium in Turin. Er war ein Vertreter der abstrakten Malkunst Italiens.
In den Jahren 1952 bis 1954 gehörte Mattia Moreni der italienischen Künstlergruppe “Gruppo degli Otto” (er war auch Gründungsmitglied) zusammen mit Künstlern wie Afro Basaldella, Renato Birolli, Antonio Corpora, Ennio Morlotti, Emilio Vedova, Giuseppe Santomaso und Giulio Turcato an.
Moreni lebte und arbeitet viele Jahre in Paris.
Seine Kunstwerke haben internationale Relevanz. Mattia Moreni war Teilnehmer der documenta 1 im Jahr 1955 und der documenta II, 1959 in Kassel.
Er starb am 29. Mai 1999 in Brisighella.